# Daniel Petrov
Daniel Bozhilov Petrov –en búlgaro, Даниел Божинов Петров– (Varna, 8 de septiembre de 1971) es un deportista búlgaro que compitió en boxeo.
Participó en dos Juegos Olímpicos de Verano, obteniendo dos medallas, plata en Barcelona 1992 y oro en Atlanta 1996, ambas en el peso minimosca.
Ganó cuatro medallas en el Campeonato Mundial de Boxeo Aficionado entre los años 1991 y 1997, y tres medallas en el Campeonato Europeo de Boxeo Aficionado entre los años 1991 y 1996.

## Palmarés internacional
| Juegos Olímpicos   | Juegos Olímpicos         | Juegos Olímpicos  | Juegos Olímpicos |
| Año                | Lugar                    | Medalla           | Categoría        |
| ------------------ | ------------------------ | ----------------- | ---------------- |
| 1992               | Barcelona (España)       | Medalla de plata  | 48 kg            |
| 1996               | Atlanta (Estados Unidos) | Medalla de oro    | 48 kg            |
| Campeonato Mundial |                          |                   |                  |
| Año                | Lugar                    | Medalla           | Categoría        |
| 1991               | Sídney (Australia)       | Medalla de bronce | 48 kg            |
| 1993               | Tampere (Finlandia)      | Medalla de plata  | 48 kg            |
| 1995               | Berlín (Alemania)        | Medalla de oro    | 48 kg            |
| 1997               | Budapest (Hungría)       | Medalla de bronce | 48 kg            |
| Campeonato Europeo |                          |                   |                  |
| Año                | Lugar                    | Medalla           | Categoría        |
| 1991               | Gotemburgo (Suecia)      | Medalla de bronce | 51 kg            |
| 1993               | Bursa (Turquía)          | Medalla de oro    | 48 kg            |
| 1996               | Vejle (Dinamarca)        | Medalla de oro    | 48 kg            |